# Liste des vicomtes de Béziers
 (octobre 2023).
Si vous disposez d'ouvrages ou d'articles de référence ou si vous connaissez des sites web de qualité traitant du thème abordé ici, merci de compléter l'article en donnant les références utiles à sa vérifiabilité et en les liant à la section « Notes et références ».
La liste des vicomtes de Béziers présente les personnalités ayant porté le titre de vicomte et gouverné la cité et la vicomté de Béziers, au cours de la période médiévale (Xe – XIIIe siècle).

## Les vicomtes

### Maison de Béziers
881-897 : Rainard Ier († 897), vicomte de Béziers.
marié à Dida, sœur de Boson, évêque d'Agde de 885 à 898. Père probable de :
- Boson, qui suit,
- Rainard († 933), évêque de Béziers de 906 à 933.

897-920/4 : Boson († 920/4), vicomte de Béziers et d'Agde, fils probable du précédent.
marié à Arsinde. Père probable de :
- Théodon, qui suit,
- Guillaume Ier, qui suivra.

920/4-ap.933 : Théodon, vicomte de Béziers, fils probable du précédent.
en 956 : Guillaume Ier († 956/961), vicomte de Béziers, fils probable de Boson.
père de Rainard II, qui suit.
av.961-969 : Rainard II († 969), vicomte de Béziers, fils du précédent.
marié à Garsinde, Père de Guillaume II, qui suit.
969-993 : Guillaume II († ap.993), vicomte de Béziers, fils du précédent.
marié en premières noces à Ermentrude († 977/990) et père de :
- Garsinde († ap.1029), qui suit.
- Sénégonde, mariée à Richard, vicomte de Millau.

marié en secondes noces à Arsinde
ap. août 993-ap. août 1034 : Garsinde († ap. août 1034), vicomtesse de Béziers, fille aînée du précédent.
mariée en premières noces (avant 1007) à Raymond Roger de Carcassonne († avant avril 1011)
mariée en secondes noces (avant juillet 1013) à Bernard Pelet, seigneur d'Anduze († entre 10 août 1024 et le 18 décembre 1029)

### Maison de Carcassonne
1030-1060 : Pierre Raymond († 1060), comte de Carcassonne, vicomte de Béziers, fils de la précédente.
marié à Rangarde de La Marche
1060-1067 : Roger III († 1067), comte de Carcassonne, vicomte de Béziers, fils du précédent
1067-1099 : Ermengarde († 1099), vicomtesse de Carcassonne et de Béziers, sœur du précédent
mariée à Raymond-Bernard Trencavel († 1074), vicomte d'Albi

### Maison Trencavel
1074-1129 : Bernard Aton IV († 1129), vicomte d'Albi, de Béziers et de Carcassonne, fils de la précédente.
marié à Cécile de Provence, fille de Bertrand II († 1150), comte de Provence
1129-1167: Raimond Ier Trencavel († 1167), vicomte de Béziers, puis d'Albi et de Carcassonne, frère du précédent.
marié à Adélaïde.

Famille Trencavel

1167-1194 : Roger II († 1194), vicomte d'Albi, de Béziers et de Carcassonne, fils du précédent.
marié à Adélaïde de Toulouse, fille de Raymond V, comte de Toulouse, et de Constance de France.
1194-1209 : Raimond-Roger († 1209), vicomte d'Albi, de Béziers et de Carcassonne, fils du précédent.
marié à Agnès de Montpellier, fille de Guilhem VIII, seigneur de Montpellier, et d'Inès de Castille.
La croisade des Albigeois entre dans ses vicomtés vainc Raimond-Roger Trencavel, et attribue ses vicomtés à un des croisés, Simon de Montfort.

### Maison de Montfort

Maison de Montfort

1209-1218 : Simon de Montfort († 1218), seigneur de Montfort, vicomte d'Albi, de Béziers et de Carcassonne.
marié à Alix de Montmorency, fille de Bouchard IV, seigneur de Montmorency et de Laurette de Hainaut.
1218-1224 : Amaury de Montfort († 1241), comte de Montfort, vicomte d'Albi, de Béziers et de Carcassonne, fils du précédente.
En 1224, il cède ses vicomtés au roi Louis VIII de France qui les rattache au domaine royal.